# Oium

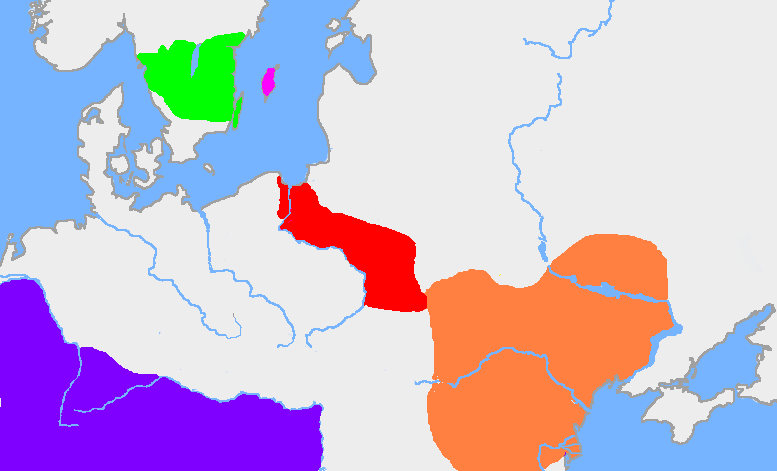
Khu vực màu cam là văn hóa Chernyakhov, và khu vực màu đỏ là lãnh vực của văn hóa Wielbark thế kỷ 3. Màu hồng đậm là Gotland còn màu xanh lá cây là lãnh vực truyền thống của Götaland. Màu xanh da trời đậm là Đế chế La Mã

Oium hay Aujum là tên một khu vực ở Scythia, nơi người Goth dưới thời vua Filimer định cư sau khi rời bỏ Gothiscandza, theo Getica bởi Jordanes, viết vào khoảng năm 551. Jordanes không đưa ra etymology, nhưng nhiều học giả diễn giải từ này là một từ số nhiều tặng cách trong nhiều từ Germanic *aujō- hay *auwō- và có nghĩa "well-watered meadow" hay "đảo".
Oium là một đế chế của người Ostrogoth, một nhánh của người Goth (nhánh còn lại là Visigoth), là một bộ tộc Đông Germanic đã đóng vai trò quan trọng tới nhiều sự kiện chính trị trong những thập kỉ cuối cùng của Đế chế La Mã.
Xâm lược xuống phía nam từ khu vực biển Baltic, người Goth đã xây nên một đế chế khổng lồ gọi là Oium trải dài từ sông Don cho tới sông Dniester (Ukraina ngày nay) và từ biển Đen cho tới các đầm lầy Pripet (nam Belarus). Vương quốc này đạt đến thời kỳ đỉnh cao dưới thời vua Ermanaric, người được cho là đã tự vẫn khi người Hung Nô tấn công và chinh phục vương quốc này vào khoảng năm 370. Sau sự sụp đổ của Đế quốc Hung Nô năm 455, người Ostrogoth dưới sự lãnh đạo của Theodoric Đại đế tiếp tục mở rộng lãnh thổ, đầu tiên là tới Moesia (khoảng 475–488) và sau đó là Italia. Tại đây, người Ostrogoth đã thành lập nên Vương quốc Ý, một nhà nước tồn tại ngắn ngủi kế thừa từ Đế quốc Tây La Mã.